# منتج مشترك
المنتجات المشتركة هو مصطلح يفيد إنتاج منتجان أو أكثر في نفس الوقت من قبل نشاط إنتاجي واحد، ومن أمثلة ذلك اللحوم والجلود التي تنتج من ذبح الحيوانات، والسكر والعسل الأسود المنتجان من تكرير قصب السكر. والمنتج الجانبي الذي ينتج من نشاط معين يمكن أن ينتج أيضًا من أنشطة أخرى.